# Mapiquiroïta
La mapiquiroïta és un mineral de la classe dels òxids que pertany al grup de la crichtonita. Va ser anomenada en honor dels de recol·lectors de minerals Riccado Mazzanti, Luigi Pieroti, Ugo Quilici i Moreno Romani per la seva contribució a l'estudi dels dipòsits dels òxids de barita-pirita-ferro dels Alps Apuans.

## Característiques
La mapiquiroïta és un òxid de fórmula química (Sr,Pb)(U,Y)Fe₂(Ti,Fe3+)18O38. Cristal·litza en el sistema trigonal. La seva duresa a l'escala de Mohs és 6.
Els exemplars que van servir per a determinar l'espècie, el que es coneix com a material tipus, es troben conservats a la col·lecció del museu d'història natural de la Universitat de Pisa, nombres de catàleg 18837 (Buca della Vena) i 19650 (Monte Arsiccio).

## Jaciments
La mapiquiroïta va ser descoberta a partir de mostres trobades en dos indrets diferents de Stazzema, a la província de Lucca (Toscana, Itàlia): la mina Buca della Vena i la mina Monte Arsiccio.